# Slawenburg Ruppin
Die Slawenburg Ruppin ist der Burgstall eines slawischen Burgwalls im Nordwesten des Landes Brandenburg. Er liegt auf der Insel Poggenwerder im Ruppiner See und gehört zum Ortsteil Alt Ruppin der Stadt Neuruppin.
Die Slawenburg Ruppin entstand etwa Ende des 9. Jahrhunderts als Inselburg. Die Insel Poggenwerder ist oval und hat einen maximalen Durchmesser von etwa 100 m. Die Slawenburg war vermutlich eine Fürstenburg, die als Hauptsitz des wendischen Stammes der Zamzizi diente, der spätestens seit dem 10. Jahrhundert im Ruppiner Land siedelte.
Auf der vorgelagerten Halbinsel, dem Amtswerder von Alt Ruppin, entstand gleichzeitig mit der Slawenburg eine befestigte Vorburgsiedlung. Sie war vermutlich stadtartig und von Handwerkern bewohnt; ein Abschnittsgraben trennte sie vom nördlichen Festland. Die Siedlung erreichte ihre Blütezeit im 11. Jahrhundert.
Zwischen der Inselburg und der Vorburgsiedlung gab es eine hölzerne Brücke. Inseln, die befestigten Vorburgsiedlungen auf Halbinseln vorgelagert waren, standen bei den Slawen häufig mit Kultbauten in Verbindung. Es wäre daher möglich, dass sich in der Slawenburg Ruppin ein Tempel mit dem Stammesheiligtum befand. Ein weiterer kultischer Mittelpunkt der Zamzizi war vermutlich der Burgwall Altfriesack. Spätestens um 1150 dürfte die Slawenburg Ruppin im Zuge des Wendenkreuzzuges zerstört oder aufgegeben worden sein. Um 1200 wurde auf dem Amtswerder die deutsche Burg Ruppin errichtet, die politischen Zentrum der Herrschaft Ruppin wurde.
Bei Grabungen wurde auf der Insel Poggenwerder und auf dem Amtswerder spätslawische und frühdeutsche Keramik gefunden. Auf dem Amtswerder fanden sich darüber hinaus Messer, Lanzenspitzen und Münzen sowie eine Gussform für Wendenpfennige.
Von den Befestigungsanlagen der Inselburg finden sich lediglich schwache Wallspuren an den Rändern der Insel. Im 19. Jahrhundert wurden bei Erdarbeiten Holzkonstruktionen, Balkenanlagen und Feldsteinschüttungen entdeckt. Die Slawenburg Ruppin ist als Bodendenkmal mit der Nummer 100034 in die Denkmalliste des Landes Brandenburg eingetragen.

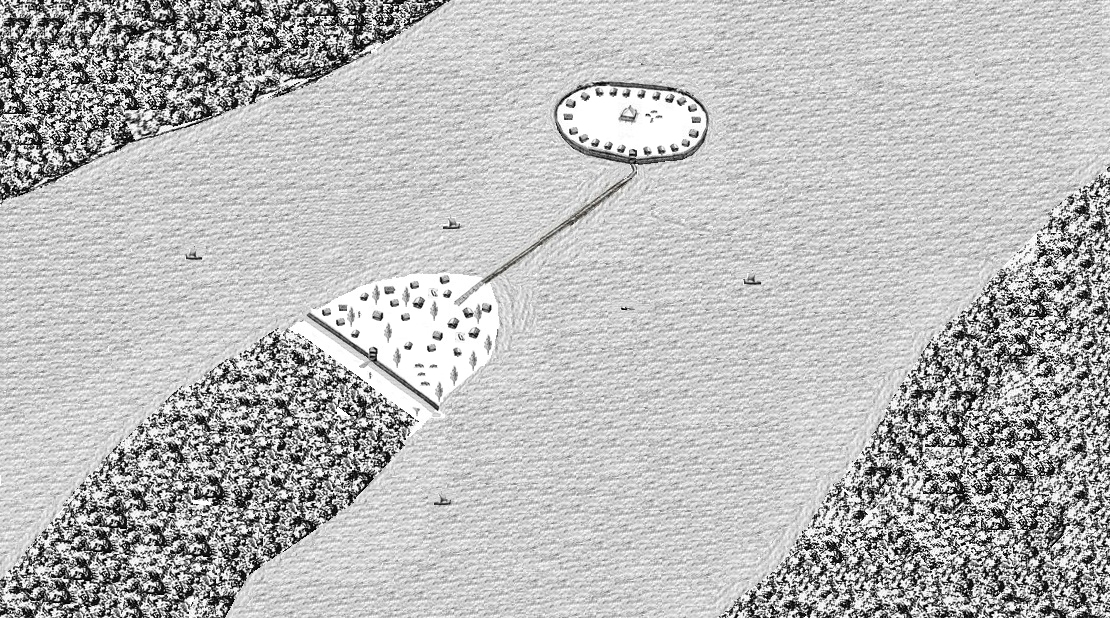
Inselburg und Vorburgsiedlung (Rekonstruktion)